# Aeródromo Litueche
El Aeródromo Litueche (OACI: SCTU), es un terminal aéreo ubicado cerca de Litueche, Provincia Cardenal Caro, Región del Libertador General Bernardo O'Higgins, Chile. Es de propiedad privada.